# Ariosoma scheelei
Ariosoma scheelei és una espècie de peix pertanyent a la família dels còngrids.

## Descripció
- Pot arribar a fer 20 cm de llargària màxima.
- 146-178 radis tous a l'aleta dorsal.
- 119-135 radis tous a l'aleta anal.[6][7]

## Hàbitat
És un peix marí, associat als esculls i de clima tropical (12°N-24°S).

## Distribució geogràfica
Es troba a la Samoa Nord-americana, Austràlia, Indonèsia, les illes Marshall, Moçambic, Palau, Papua Nova Guinea, Samoa i Sud-àfrica.

## Observacions
És inofensiu per als humans.